# Episodi di Il commissario Köster (ventitreesima stagione)
La ventitreesima stagione della serie televisiva Il commissario Köster è stata trasmessa in prima visione negli Germania da ZDF dal 1 agosto 1999.
| n. | Titolo originale               | Titolo italiano           | Prima TV Germania | Prima TV Italia |
| -- | ------------------------------ | ------------------------- | ----------------- | --------------- |
| 1  | Der Tod ist nur ein Augenblick | La morte è solo un attimo | 8 gennaio 1999    |                 |
| 2  | Drei Schüsse ins Herz          | Tre spari nel buio        | 2 aprile 1999     |                 |
| 3  | Im Angesicht des Todes         | L'amico di penna          | 21 maggio 1999    |                 |
| 4  | Die Wahrheit ist der Tod       | Un amore impossibile      | 4 giugno 1999     |                 |
| 5  | Die letzte Stunde              | Giustizia sommaria        | 2 luglio 1999     |                 |
| 6  | Auftrag für einen Mord         | Il contratto              | 17 settembre 1999 |                 |
| 7  | Die zweite Frau                | Cena d'addio              | 22 ottobre b1999  |                 |
| 8  | Mörderische Vergangenheit      | Dieci anni dopo           | 17 novembre 1999  |                 |